# 昌明乡 (大新县)
昌明乡，是中华人民共和国广西壮族自治区崇左市大新县下辖的一个乡镇级行政单位。

## 行政区划
昌明乡下辖以下地区：
昌明社区、奉备村、五榕村、仁化村、良泮村、新民村、良党村和东风村。